# Ricardo Patiño
Ricardo Armando Patiño Aroca (Guayaquil, 16 de mayo de 1954) es un economista, activista y político ecuatoriano. En el gobierno presidencial de Rafael Correa ejerció la dirección del Ministerio de Relaciones Exteriores y Movilidad Humana, el Ministerio de Economía y Finanzas y el Ministerio de Defensa Nacional del Ecuador. En 2017 durante la ruptura de Alianza País fue presidente del movimiento siendo reconocido por la facción correísta, disputando este cargo con Lenín Moreno, hasta la desafiliación de Correa del movimiento político.

## Biografía

### Educación
Estudió Economía en la Universidad Autónoma Metropolitana de Iztapalapa en México con el diploma al “Mejor Estudiante de Economía” de esta universidad al conseguir el mejor promedio de su carrera en 1979. En el 2001 en la Universidad Internacional de Andalucía se graduó como máster en Desarrollo Económico.
Luego de realizar su tesis de maestría relacionada con el mundo del trabajo, Patiño fue Consultor Externo de la OIT (septiembre de 2000 – febrero de 2001) y Coordinador General del Equipo de Investigación “Estrategias para una política de empleo para el Ecuador con énfasis en la pequeña empresa y micro empresa”, del ILDIS (febrero – septiembre de 2000). Entre marzo de 2001 y diciembre de 2002, fue Coordinador del Comité Técnico Asesor, de la Comisión Interministerial de Empleo del Ecuador.

### Inicio de Actividad Política
Recién graduado de la UAM, Patiño partió hacia Nicaragua, donde participó en el proceso de la Revolución Sandinista. Allí se desempeñaría como Jefe del Departamento de Planificación Económica del Instituto Nacional de Reforma Agraria en la Región Sur entre 1980 y 1981, encargándose de la redistribución de tierras durante la Junta de Gobierno de Reconstrucción Nacional.
Posteriormente, Patiño regresó a Guayaquil, Ecuador, y se vinculó a las organizaciones sindicales del país. Fue Asesor Económico de la Central Ecuatoriana Organizaciones Clasistas entre 1982 y 1991 siendo luego miembro y fundador del Consejo Directivo de la Asociación de Usuarios y Consumidores del Guayas entre 1992 y 1997. Sería Asesor Parlamentario entre 1990 y 1992, y fue diputado suplente del socialista Diego Delgado.

### Tras la Crisis Económica
En 1999 con el Feriado Bancario y la crisis económica de Ecuador, junto con Alberto Acosta, Patricia Dávila, Ivonne Benítez, entre otros; crearon Jubileo 2000 Red Guayaquil, una organización que investiga, denuncia y busca solucionar el tema de la deuda externa ecuatoriana. Patiño fue Coordinador de este movimiento por dos años, y sigue siendo miembro del llamado Grupo Impulsor. 
En el 2002, influido por la lectura de "Hacia un mundo sin pobreza" del profesor Muhammad Yunus, reunió un grupo de profesionales y dirigentes de organizaciones sociales, con quienes inauguraron la Cooperativa de Ahorro y Crédito "DeTodas", organización que brindan apoyo financiero y capacitación a mujeres de muy escasos recursos económicos sin posibilidades de acceso a crédito en el sistema financiero (especialmente del Guasmo de Guayaquil). Esta organización, que trabaja con la Metodología Grameen, sigue funcionando en la actualidad y se ha ampliado de manera considerable.

### Acercamiento a Rafael Correa

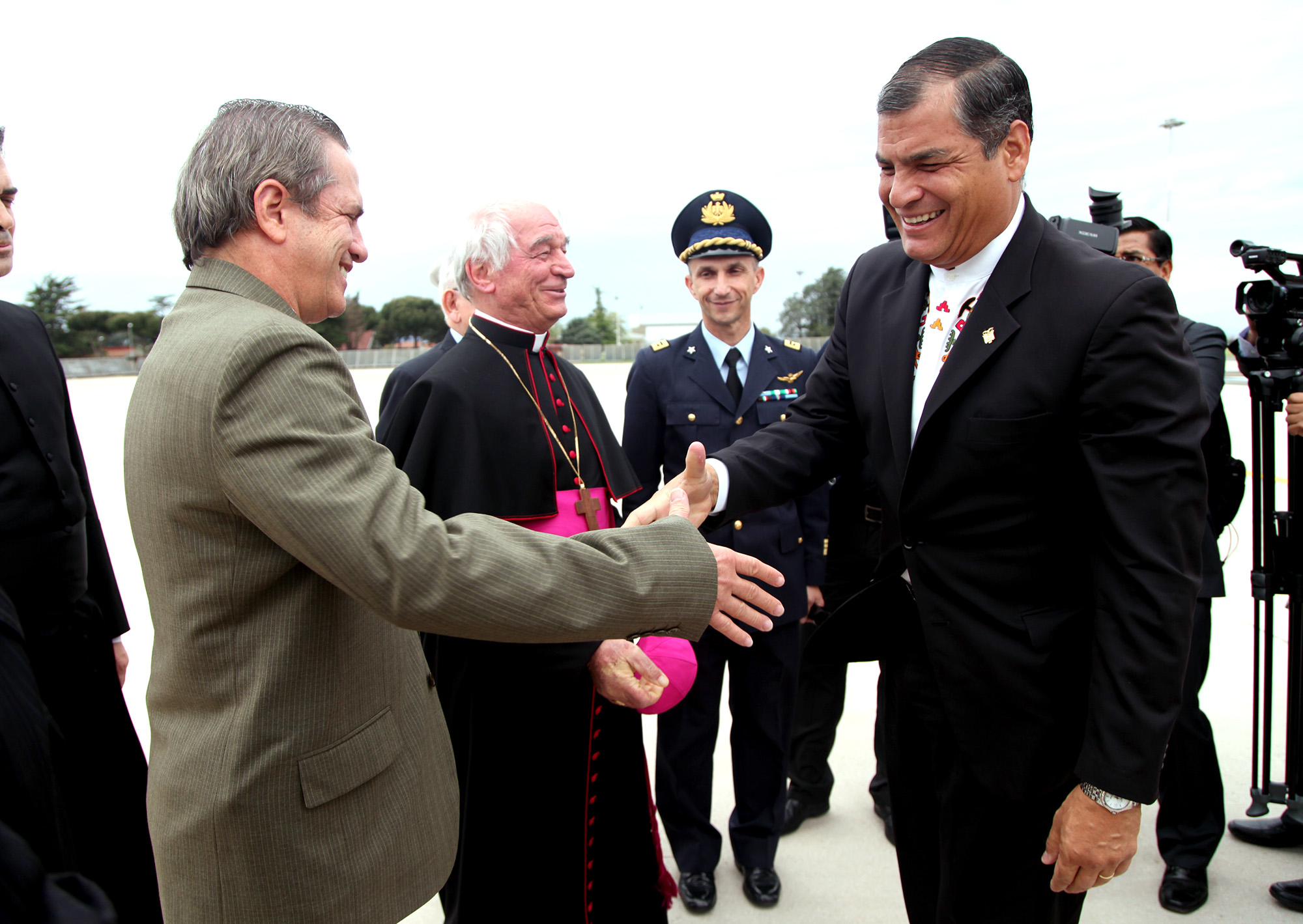
Ricardo Patiño junto a Rafael Correa, presidente ecuatoriano con el que mantuvo diferentes cargos políticos

Posteriormente, Patiño fue asesor del Ministerio de Economía y luego Subsecretario General de la entidad, cuando Rafael Correa, fue ministro en el 2005. En ese espacio de trabajo, ambos afianzaron sus relaciones personales. Cuando Correa renunció a su cargo de ministro, su equipo más cercano hizo lo mismo.
Patiño estuvo en el equipo que acompañó a Correa desde el principio de su carrera política siendo el primer secretario ejecutivo del Movimiento Alianza PAIS desde el 3 de abril de 2006, participando en sus dos campañas presidenciales en el 2006 y en el 2009. En la gestión de Correa ocupó los Ministerios de Economía y Finanzas, del Litoral, de Coordinación de la Política y Gobiernos Autónomos Descentralizados. Estuvo al frente del Ministerio de Relaciones Exteriores y Movilidad Humana  y el de Defensa Nacional .

### Desempeño en la Función Pública en el Ecuador

#### Ministro de Economía y Finanzas
El primer puesto de Patiño en el Gobierno de Rafael Correa sería ser el titular del Ministerio de Economía y Finanzas creó la Subsecretaría de Economía Social, además de haber declarado la necesidad de auditar la deuda pública, esto en el marco de una oposición al Fondo Monetario Internacional al cual ya antes le había indicado que iba a cancelar por adelantado la deuda. Al inicio del régimen de Correa había sido declarada persona no grata Eduardo Somensatto, representante del Banco Mundial en el país, en rechazo a la decisión del BM de no suscribir el segundo tramo del crédito de ajuste competitivo y consolidado fiscal, por un monto de 100 millones de dólares, debido a un supuesto incumplimiento de las condiciones sobre deuda pública, establecidas en la matriz de condiciones.

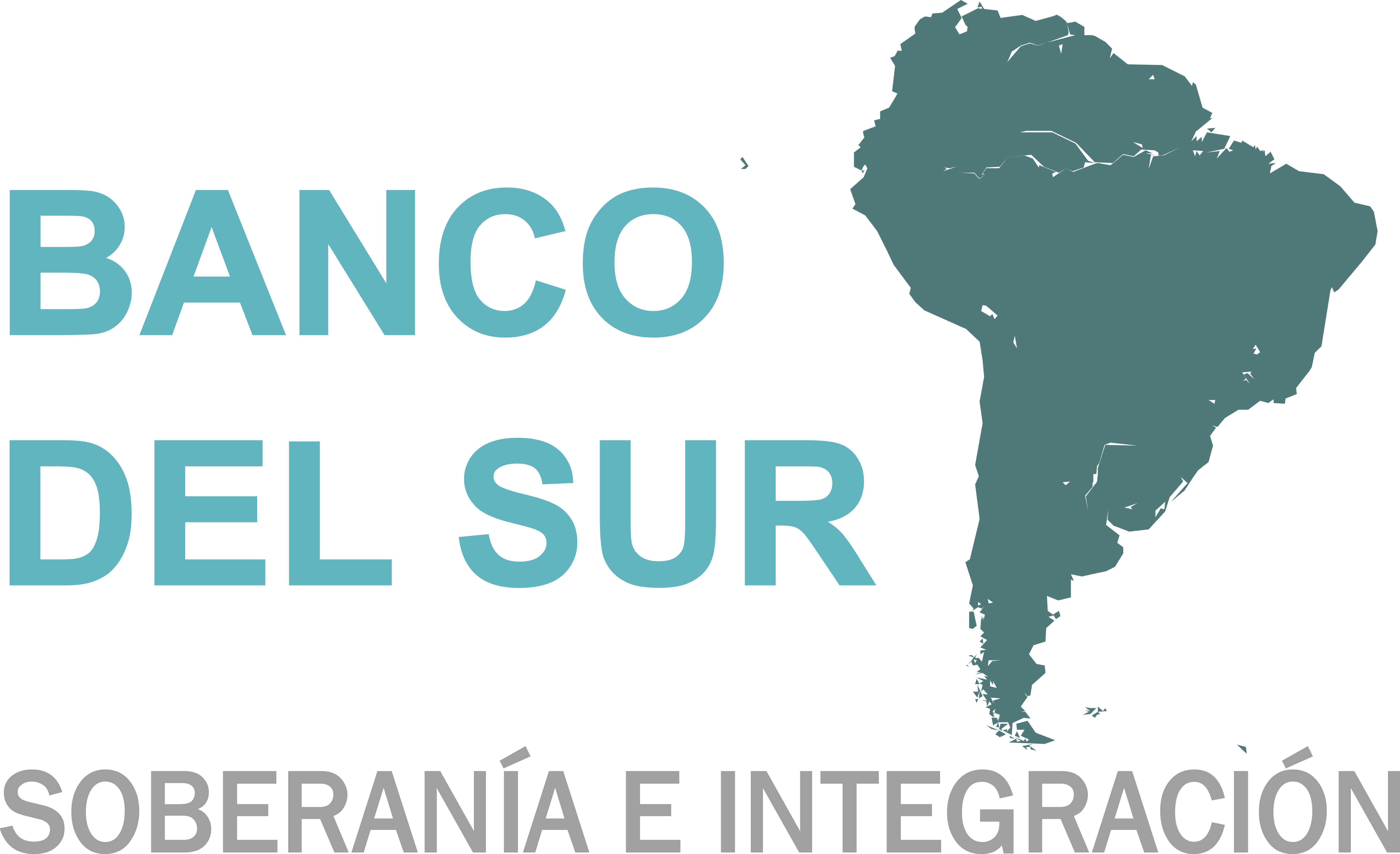
Logo del Banco del Sur

La auditoría de la deuda llegó el 9 de julio de 2007 con el decreto 472 de Correa. El documento, que dio paso a un inédito proceso de auditoría de la deuda pública por parte de organismos del Estado, dispuso la integración de la Comisión para la Auditoría Integral del Crédito Público (CAIC) con este objetivo. Patiño sería designado su presidente siendo este organismo el declaró ilegítima la deuda, siendo la deuda renegociada y reestructurada tras anuncios de no pago de esta.
Apoyo medidas económicas para el diseño de nuevas instituciones financieras regionales, con especial énfasis en el diseño y constitución del Banco del Sur. Así también la puesta en marcha de un sistema de pagos en monedas locales para dinamizar y profundizar el comercio regional que posteriormente se logró concretar en el Sistema Unitario de Compensación Regional de Pagos.
Durante su gestión sufrió una dificultad con la aparición de los "Pativideos" donde se lo mostraba con Armando Rodas conversando sobre posibles mecanismos para "espantar" al mercado de los bonos de la deuda con el anuncio de no pago de esta, algo con lo cual Rodas y sus acompañantes pudieron haberse beneficiado con 50 millones de dólares, Patiño sería llamado a juicio por el tema en el Congreso Nacional, pero este no prosperaria.

#### Ministro Coordinador de la Política
Posteriormente, fue nombrado titular del Ministerio del Litoral, entidad creada para la coordinación de las organizaciones estatales y sus iniciativas en las provincias costeras de Ecuador. En su gestión sentó las bases de los planes de prevención y atención para las zonas que son regularmente afectadas por fenómenos climáticos, como la corriente de El Niño. En este cargo fortaleció los lazos con los Gobiernos Autónomos Descentralizados (GAD) y organizaciones indígenas del país respecto a las políticas gubernamentales a favor de la interculturalidad en la sociedad ecuatoriana. Además coordinó las relaciones entre el Ejecutivo y el bloque oficialista en la Asamblea Constituyente.

#### Ministro de Relaciones Exteriores

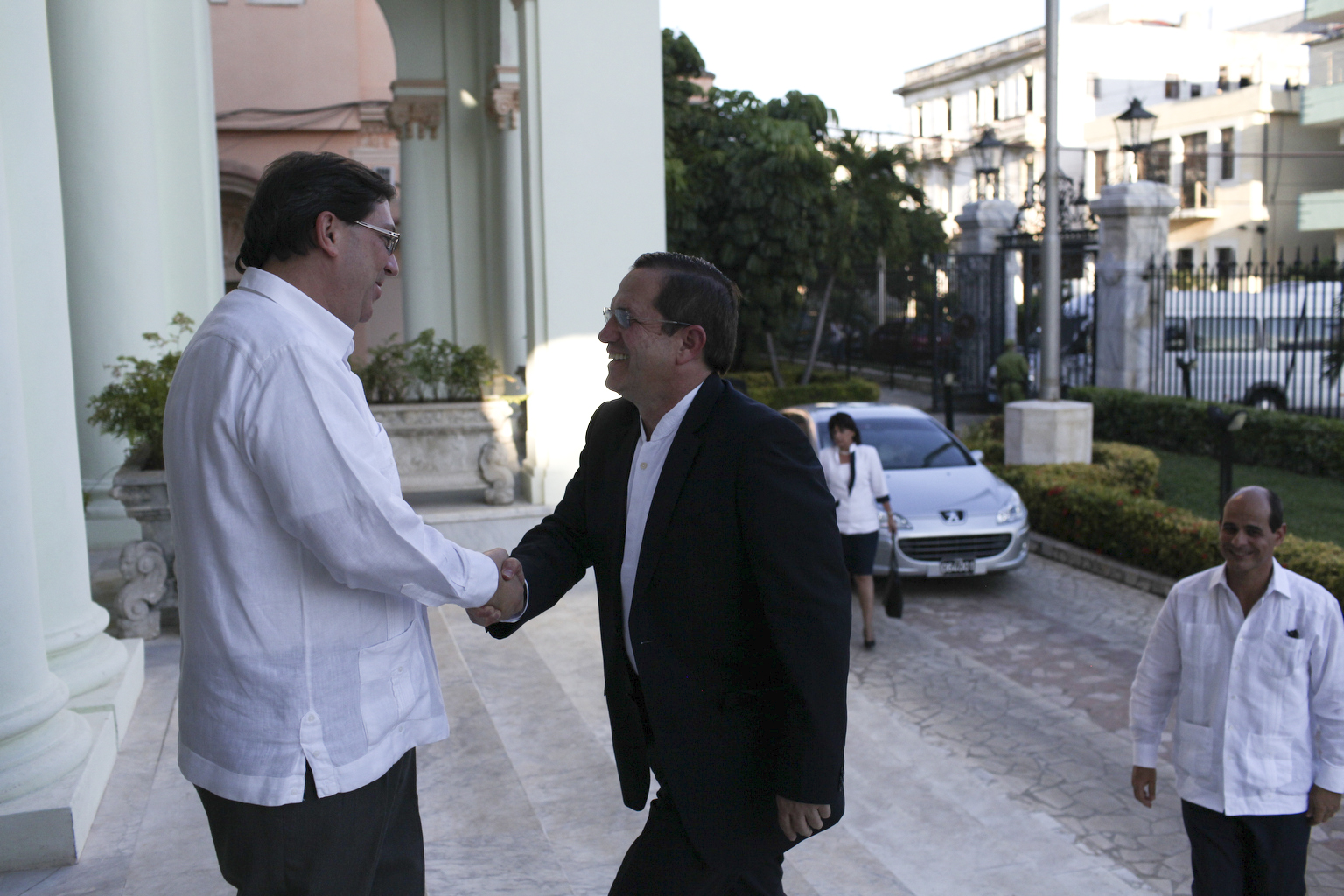
Visita oficial de Ricardo Patiño a Cuba, 2011.

El 20 de enero de 2010,  asumió la cartera de Relaciones Exteriores y Movilidad Humana, con un discurso de soberanía, integración regional, "ciudadanización" de la diplomacia y apoyo a los migrantes ecuatorianos en el exterior. A pocos meses de iniciar su gestión sufriría la protesta policial del 30 de septiembre donde junto con los miembros del gobierno, se unió en el Palacio de Carondelet a la gente que se movilizó para respaldar a Correa. Desde allí denunció un "intento de golpe de estado" a la vez que pedía rescatara Correa del Hospital Policial, de donde podía salir el presidente. Posteriormente, la Cancillería hizo un llamado internacional a que se realice una vigilia por la "democracia" en el Ecuador.

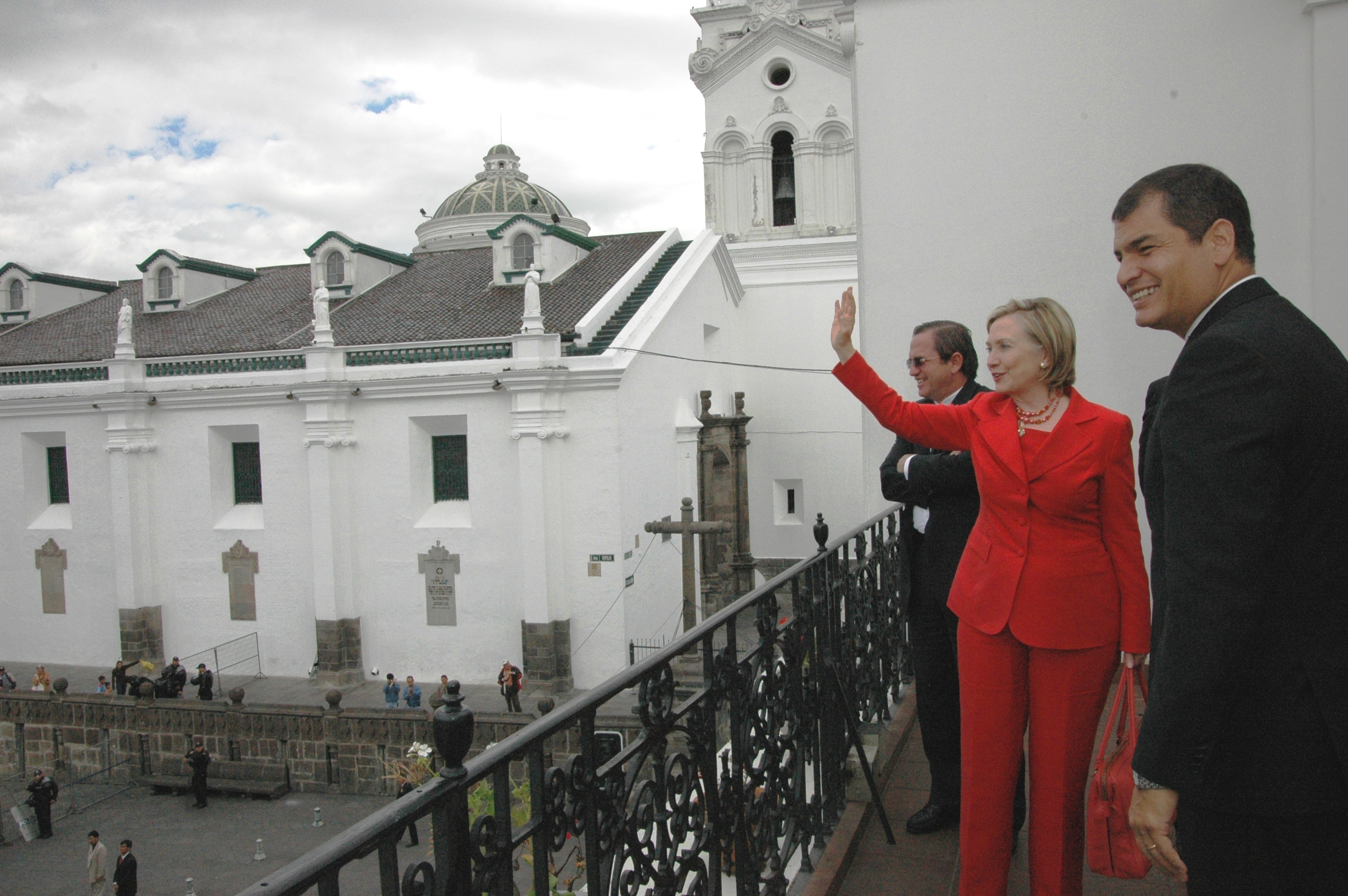
Patiño, Hillary Clinton y Rafael Correa en el Palacio de Carondelet

En el año del 2011 expulsó a la embajadora de Estados Unidos, Heather Hodges, debido a que se negó a dar explicaciones sobre un cable filtrado por la organización Wikileaks en el que Hodges afirmaba que Correa nombró al General Jaime Hurtado, como Comandante de la Policía, conociendo de su comportamiento supuestamente delictivo, por considerar que esa condición lo hacía “fácilmente manipulable”. Patiño mostró su indignación por tales afirmaciones y declaró persona no grata a la embajadora, y pidió que abandone el país en el menor tiempo posible. En respuesta Estados Unidos también expulsó al embajador ecuatoriano Luis Gallegos. Finalmente el impase fue superado con el nombramiento de nuevos embajadores en ambos países, en junio del 2012.
Durante el 2012, se llevaron a cabo Gabinetes Binacionales con ambos países en los que se suscribieron convenios en materia de vialidad, salud, seguridad, comercio, atención a poblaciones vulnerables y se sentaron las bases para una atención gubernamental integral en la zona de frontera. Con los países vecinos también se superaron los temas limítrofes pendientes, tras sellar los límites marítimos, esto gracias a la adhesión al CONVEMAR algo a lo cual se opondría el asambleísta Jorge Escala al considerarlo "traición a la patria".

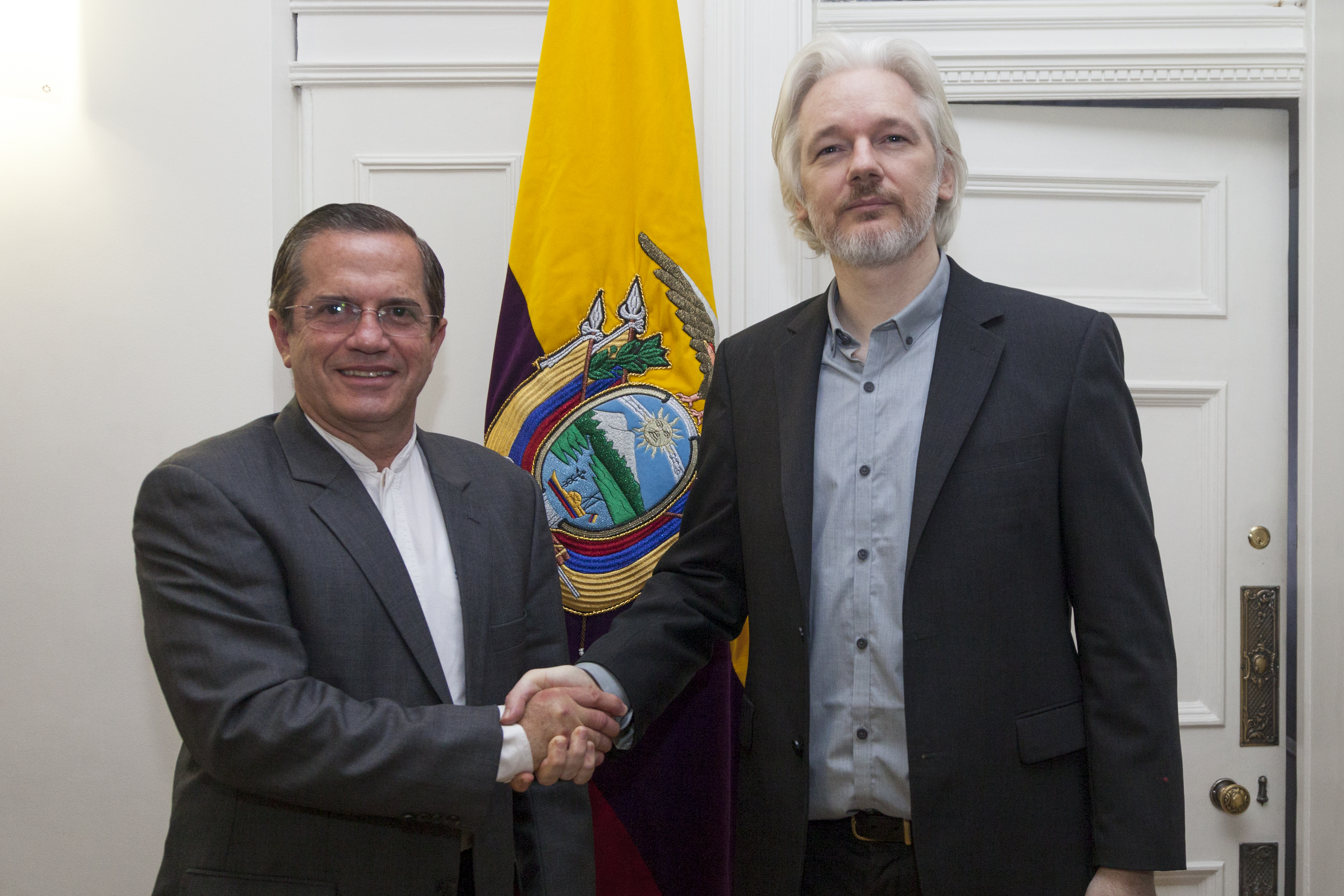
Patiño con Julian Assange

En el mismo año sufrió también un nuevo escándalo político con la "Narcovalija". El 17 de enero de 2012, la policía de aduanas del aeropuerto de Linate (Italia) procedió a la apertura de los 10 paquetes de la valija diplomática ecuatoriana en los que se encontró 80 jarrones artesanales que contenían cocaína líquida por un total de 40 kg de peso. Con este caso, el legislador Jorge Escala buscaría la destitución de Patiño algo que no consiguió al quedar el legislativo dividió en dos con 53 votos a favor y la misma cantidad en contra.
El 19 de junio de 2012, el fundador de WikiLeaks, Julian Assange, se presentó en la Embajada del Ecuador en Londres, para solicitar la protección diplomática del estado ecuatoriano. El 27 de septiembre de 2012, Patiño se reunió con el Canciller británico, William Hague, con quien acordó continuar con los diálogos para seguir buscando una salida diplomática al caso.
Ecuador apoyó el desarrollo de los bloques regionales como la Unión de Naciones Suramericanas (UNASUR), la Comunidad de Estados Latinoamericanos y Caribeños (CELAC) y la Alianza Bolivariana para los Pueblos de Nuestra América (ALBA). Con la UNASUR sería parte de los que permitirían que en Quito se construya la sede de la organización. Como alternativa a los Tratados de Libre Comercio (TLC), desarrolló un nuevo formato de acuerdo comercial llamado Acuerdo Comercial para el Desarrollo (ACD), propuesta que se está negociando con Turquía, El Salvador y Nicaragua, y se la ha presentado a varios países como Estados Unidos, Suiza, Canadá, entre otros. A su vez apoyó la reforma profunda al Sistema Interamericano de Derechos Humanos, con la cual el gobierno ecuatoriano ha tenido algunos problemas.

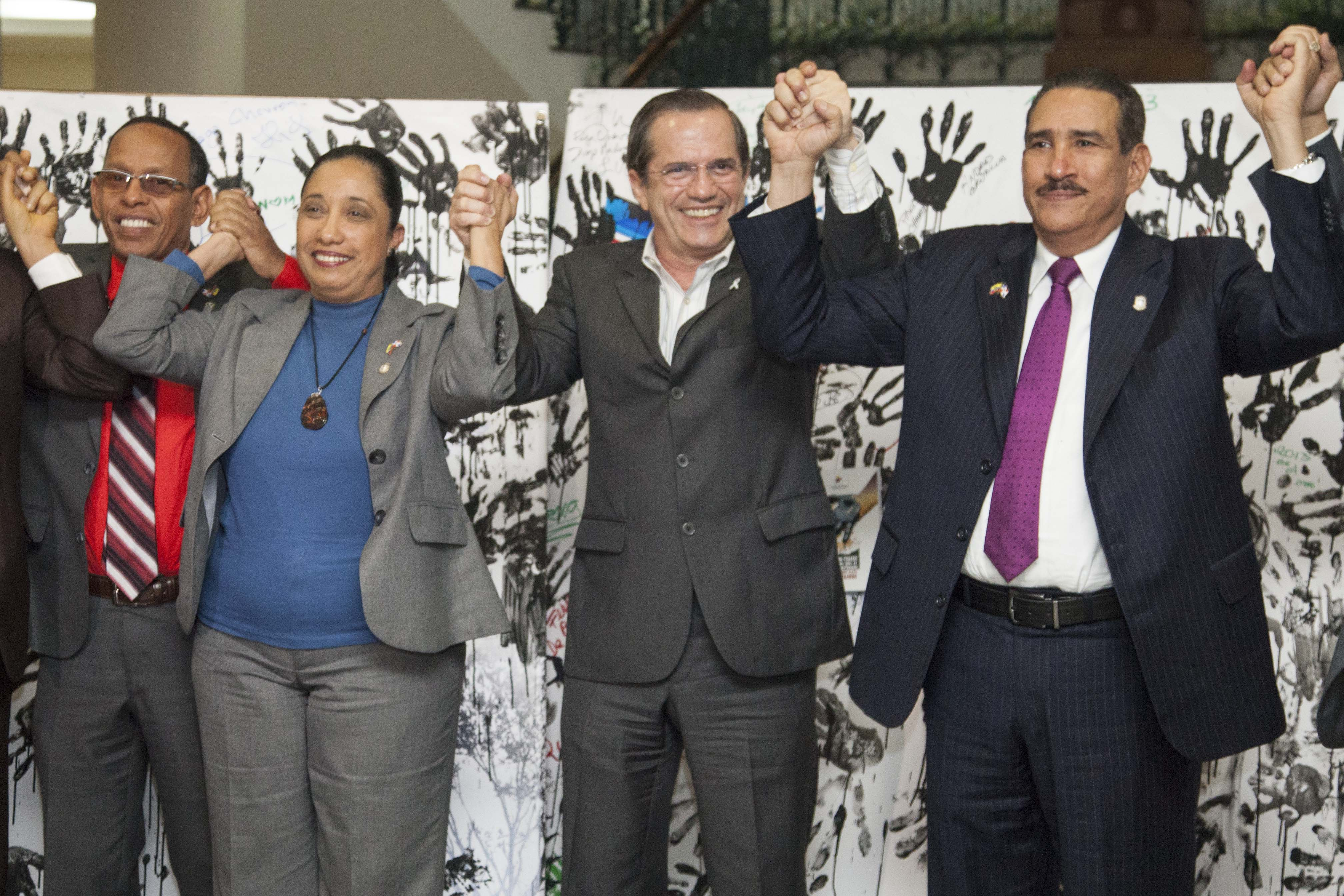
Patiño con diputados de República Dominicana que lo apoyan en el Caso Chevron

En abril del 2013, presidió la I Reunión Ministerial de Estados Latinoamericanos y del Caribe Afectados por Intereses Transnacionales que congregó a varias autoridades de los Gobiernos de Latinoamérica, así como expertos panelistas nacionales e internacionales. Explicó los casos en los que se ha visto afectado debido a procesos de negociación, litigios y arbitrajes internacionales como: el caso Oxy y Chevron-Texaco.
En el marco de este proceso integracionista se promovió nuevas formas de relaciones económicas y comerciales, fortaleciendo la utilización del SUCRE. Además se planificó y ejecutó políticas específicas para Asia, África y Oceanía, que se han concretado en la apertura de nuevas Embajadas, como las de Singapur y Catar, y oficinas comerciales en Colombia, Estados Unidos, Singapur, Argentina y Holanda.
Es importante destacar el afianzamiento de las relaciones comerciales con importantes potencias mundiales como China, país que ha suscrito varios acuerdos con Ecuador para proyectos así como también se ha convertido en mayor acreedor del país durante el mandato de Correa. Respecto a la apertura de mercados ha fortalecido las relaciones comerciales con países del Asia, África y Oriente Medio. Sin embargo, mantiene como parte prioritaria de su agenda a los Estados Unidos y la Unión Europea.
Patiño incorporó dentro de la carrera diplomática a personas de nacionalidades indígenas, pueblos afroecuatorianos y montubios algo que ya antes se había logrado en parte con el nombramiento de Nina Pacari como canciller. Mediante dos concursos públicos de oposición y merecimientos, han ingresado hasta el momento 170 diplomáticos.

#### Ministro de Defensa
Tras el entonces Ministro de Defensa Nacional, Fernando Cordero Cueva, ser declarado persona no grata por los militares jubilados; Correa traslado a Patiño a esta cartera el 3 de marzo de 2016. Su gestión fue más corta que la que tuvo en la cancillería pues el gobierno de Correa terminaría al siguiente año, pero durante su administración sucedieron cambios en la cúpula militar, siendo el último la salida de Luis Castro quien afirmó que hubo un Consejo de Generales por las protestas y acusaciones de fraude electoral en las elecciones de 2017 y que a su vez este consejo había confirmado las sospechas de fraude, algo que el ministro negó.

### Después del Gobierno
Para las elecciones presidenciales de 2017, Correa no se presenta nuevamente y Lenín Moreno lo nombra a Patiño como consejero de gobierno para la presidencia cargo que desempeñó en el breve periodo del 4 de julio del 2017 al 25 de agosto del 2017, cuando renuncia a esta luego de haberse reunido con Correa en Bélgica. Para el 31 de octubre de 2017 es nombrado presidente de Alianza País por la facción correísta del movimiento, siendo el mismo día en que anuncia una nueva convención nacional para la expulsión de Moreno del partido por supuesta "traición" pero más tarde el Tribunal Contencioso Electoral otorga la razón a la facción morenista desafiliandose el 16 de enero de 2018. Apoyaría el No a la consulta popular de 2018 junto con Correa. Se distancia de su hermano Raúl Patiño quien se mantiene cercano a Moreno y se asila políticamente en México.
Ricardo Patiño regresa al Ecuador el 17 de agosto de 2024 después de 5 años de autoexilio como candidato a la Asamblea Nacional de Ecuador por el Movimiento Revolución Ciudadana. Fue elegido asambleísta por la Provincia del Guayas.

## Publicaciones
Ha publicado los libros “Desempleo y Subempleo en Guayaquil en la Década de los 90: Teoría, Conceptos, Indicadores y Tendencia” y “Jubileo 2000, La vida antes que la Deuda”. Es coautor del libro "Empleo y economía del Trabajo en el Ecuador" publicado por Abya-yala (2001). Y escribió la introducción del libro “Deuda Externa y Bonos Brady”
Además, colaboró como Editor Técnico de la colección de libros que forman parte del Plan Nacional de Empleo del Ecuador, que aborda temas como: “Plan Nacional de Empleo y Desarrollo Local”, “Las Microfinanzas en el Ecuador”, “Inversión Pública y Uso Intensivo de Mano de Obra- Políticas y Metodología de Medición”, “Empleo y Género”, “Jornadas de Intercambio de Experiencias de Proyectos de Empleo y Desarrollo Local”, “Censo Nacional de Cooperativas de Ahorro y Crédito controladas por la Dirección Nacional de Cooperativas”. Patiño ha sido profesor de la Escuela Superior Politécnica del Litoral (Facultad de Turismo) y de la Universidad Autónoma Metropolitana (México).